# Daniel Sleator
Daniel Dominic Kaplan Sleator est un informaticien, professeur d'informatique à l'université Carnegie-Mellon de Pittsburgh, né le 10 décembre 1953 à Saint-Louis (Missouri).

## Biographie
Sleator a obtenu un B. Sc. à l'université de l'Illinois et un Ph. D. en 1981 à l'université Stanford sous la direction de Robert Tarjan avec pour titre An O(nm logn) Algorithm for Maximum Network Flow.
De 1981 à 1985, il a travaillé aux Bell Laboratories avant de devenir professeur à Carnegie-Mellon, où il est professeur émérite.
Sleator est le frère cadet de William Sleator (en), qui a écrit de la science-fiction pour jeunes adultes.

## Activité scientifiques
Daniel Sleator est l'un des pionniers de l'analyse amortie des algorithmes, dont les premiers exemples sont les analyses de l'heuristique move-to-front (« déplacer vers l'avant ») et les arbres splay. Il a conçu, avec Robert Tarjan, diverses autres structures de données, en plus des arbres splay, dont les arbres de liaison-coupe (en) et les tas asymétriques.
L'article de Sleator et Tarjan sur l'heuristique move-to-front est l'un des premiers à comparer un algorithme en ligne et un algorithme hors ligne optimal, pour lequel le terme competitive analysis (en) a été proposé dans un article de Karlin, Mark S. Manasse, Larry Rudolph et Daniel Sleator. Sleator a également développé une théorie de grammaires à liens (en) avec Dave Temperley et un analyseur de musique appelé Serioso pour analyser la mesure et l'harmonie dans la musique écrite.

## Prix et distinctions
En 1999, Sleator est co-lauréat avec Robert Tarjan du prix Paris-Kanellakis de l'ACM pour l'invention de la structure de données des arbres splay.

## Autres activités
Sleator a commercialisé un serveur d'échecs en ligne alimenté au départ par des bénévoles dans l'Internet Chess Club, ce qui a suscité des protestations de contributeurs bénévoles. L'Internet Chess Club est depuis devenu l'un des serveurs d'échecs commerciaux sur Internet les plus performants.
Sleator a également été un contributeur actif de la plateforme de programmation compétitive Codeforces.